# Heriaeus capillatus
Heriaeus capillatus är en spindelart som beskrevs av Aleksander Stepanovich Utochkin 1985. Heriaeus capillatus ingår i släktet Heriaeus och familjen krabbspindlar.
Artens utbredningsområde är Kazakstan. Inga underarter finns listade i Catalogue of Life.